# برمنغهام
برمنغهام(ملاحظة) (بالإنجليزية: Birmingham)‏ هي مدينة وقصبة حضرية تقع في ويست مدلاندز، إنجلترا. مع عدد سكان يقدر بـ 1,101,360 بتعداد عام 2014، مما يجعلها ثاني أكبر مدينة في إنجلترا والمملكة المتحدة من حيث عدد السكان.

## التاريخ
برز دورها في سياق الثورة الصناعية.

## المعالم

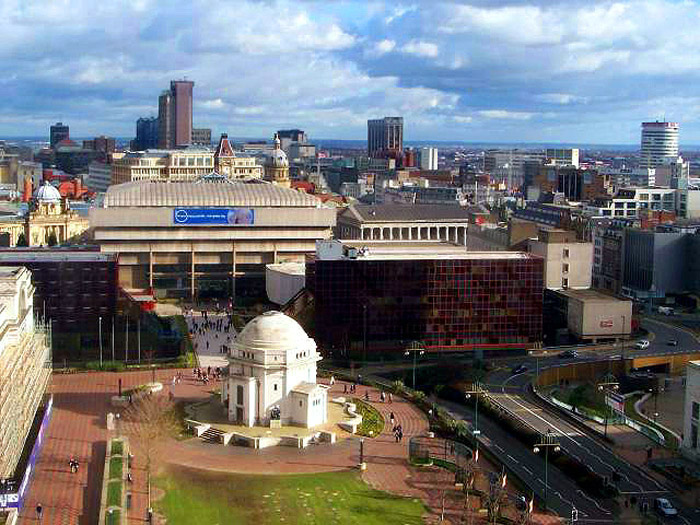
المدينة من الأعلى فوق ساحة المئوية.

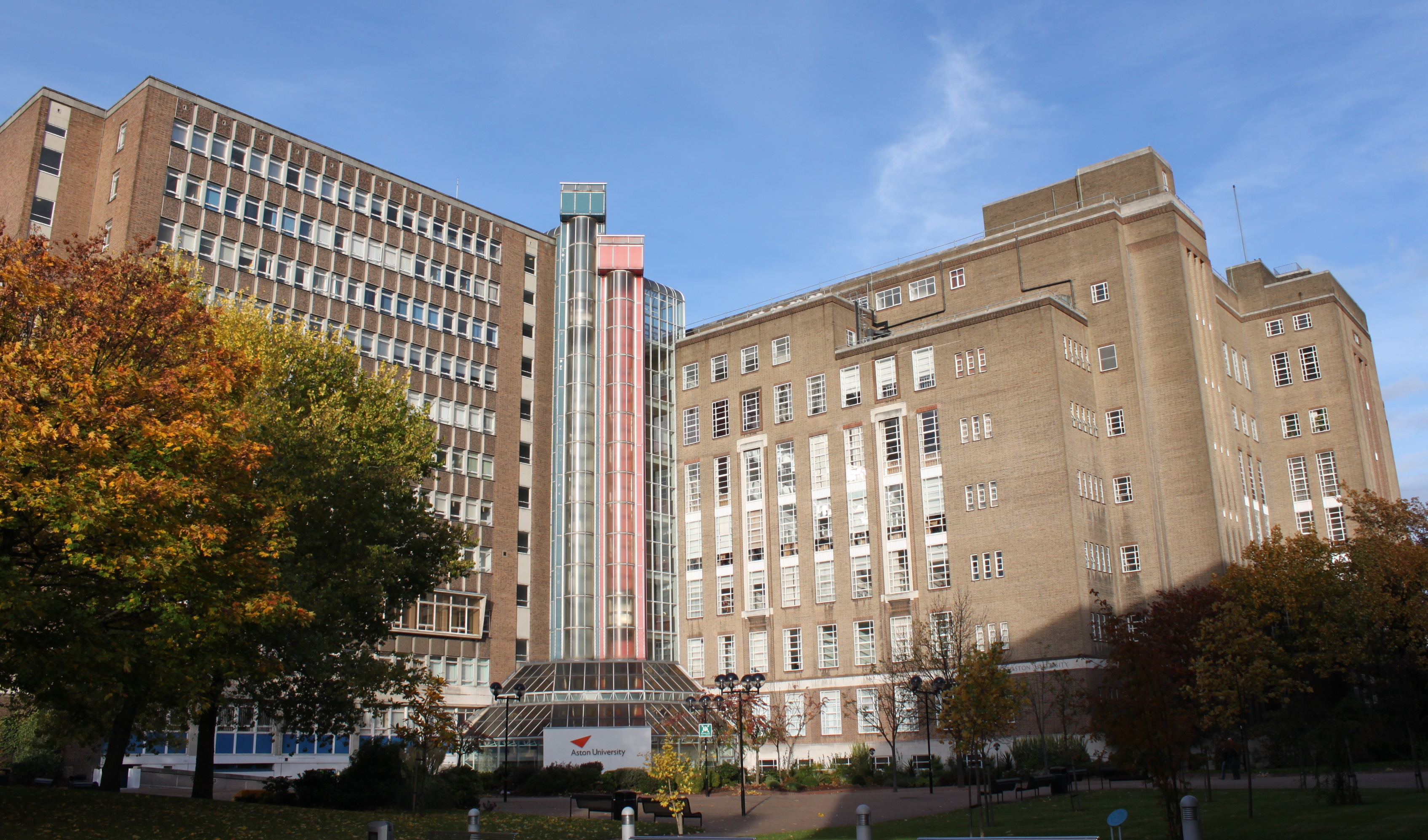
حرم جامعة أستون في وسط المدينة.

- كاتدرائية القديس فيلبس
- مكتبة برمنغهام

## الرياضة
- نادي أستون فيلا
- برمنغهام سيتي

## السكان
العرقيات والأقليات (إحصاء 2001م) 70.4% أبيض2.9% مولد 19.5% آسيوي 6.1% أسود 0.5% صيني 0.6% آخر

## التعليم
- جامعة أستون من الجامعات المرموقة ويقع حرمها في وسط المدينة،
- جامعة برمنغهام من الجامعات المرموقة،
- جامعة برمنغهام سيتي
- كلية برمنغهام الجامعية
- جامعة نيومان

## الاقتصاد
اعتمدت المدينة سابقا على صناعة السيارات والصناعات الأخرى. ففي جنوبها مثلا منطقة «بورنفيل» مقر شركة «كادبوري» الأصلي.

## توأمة
لبرمنغهام (إنجلترا) اتفاقيات توأمة مع كل من:
- فرانكفورت (19 أبريل 1966 - )
- شيكاغو [8]
- لايبزيغ (1992 - )
- جوهانسبرغ
- ليون
- ميلانو (5 يونيو 1974 - )
- غوانزو
- شيان
- زاباروجيا (20 يونيو 1973 - )
- تشانغتشون

## أعلام
- فرانسيس غالتون
- أوستن شامبرلين
- نيفيل تشامبرلين
- جون هيك
- جون هنري بوينتنج
- دانييل ستوريدج
- ويليام ويذرنغ
- فرانسيس أستون
- ويليام مردوخ
- مايك هايلوود
- عبد الله إليسون

## هوامش
- ملاحظة الجيم غير المعطشة أنتجت عدة هجاءات منها «برمنكهام» و«برمنجهام» إلخ، وكلها تقريبية حيث أن النطق الإنجليزي (البريطاني) هو «برمنغم» بدون الهاء والألف